# نظرية التوطن الصناعي
نظرية التوطن الصناعي أونظرية توطن الصناعات، نظرية أسسها الفريد فيبر عام 1909، وتهدف النظرية لتحديد الأماكن الجيدة لتمركز الصناعات، أو بعبارة أفضل  يجيب عن سؤال: أين يُقام المصنع؟.

## مقدمة
ألفريد فيبر اقتصادي ألماني ألف كتابه نظرية توطن الصناعات (Über den Standort der Industrie) عام 1909، وترجم إلى اللغة الإنجليزية سنة 1929. وأصبح مرجعاً لدراسة التوطن بتزايد أهمية الصناعة في تكوين التجمعات البشرية الجديدة، ويهدف فيبر في هذا الكتاب إلى شرح توطن النشاط الصناعي على ضوء ثلاث متغيرات اقتصادية هي تكاليف النقل، وتكاليف العمل والوفرة الناجمة عن التركز الصناعي، وأسس شرحه على إيجاد أدنى تكلفة لتوطن الإنتاج الصناعي.

## ملخص النظرية
يفترض ألفريد فيبر 4 أماكن لإقامة الصناعات وتوطنها:
- يقام المصنع بجوار تواجد المواد الخام (مثل مصانع السكر بجانب أمان زراعة قصب السكر أو بنجر السكر).
- يقام المصنع بجوار سكن الأيدي العاملة المختصة (مثل مصانع الآثاث التي تتواجد في البلدة التي يوجد بها صناع مهرة مختصين لهذا العمل، مثل مدينة دمياط في مصر).
- يقام المصنع بجوار الأسواق التي بها كثافة سكانية عالية لكي يقدموا على شراء المنتجات (مثل المخابز التي يتم اقامتها وسط الكتل السكنية).
- يقام المصنع على هوامش المدن الجديدة، خصوصاً إذا وجدت المواصلات لنقل العمال المهرة المختصين إلى تلك المصانع في المدن الجديدة.

ولحل مشكلة نقل الأيدي العاملة الماهرة إلى المدن الجديدة يجب الآتي:
- يفضل أن يمتلك كل مصنع عدد من الحافلات الخاصة التي تكفي العاملين من خارج المدينة الجديدة لتسهل النقل من وإلى المصنع.
- أو من الممكن توفير وحدات سكنيّة خاصة للعاملين بالمصنع، أي توفير المأوى الازم لهم ولأسرهم بالقرب من المصنع.

## الافتراضات والقواعد
أسس فيبر تحليله على هذه الافتراضات الصريحة السابقة، كما تضمن عمله افتراضات أخرى:
- سهول ذات موارد طبيعية غير متكافئة في توزيعها على سطحه، وتوجد المواد الخام والفحم والماء في مواقع لها مقوماتها الطبيعية.
- معرفة حجم ومواقع مراكز استهلاك المنتجات الصناعية على السهل.
- توجد عدة مواقع ثابتة، تتركز فيها العمالة، وتتطلب معدلات أجور مرتفعة، والعمل ثابت وغير محدد في هذه المواقع.
- المنطقة لها شكلها الحضاري وأجناسها ومناخها ونظامها السياسي والاقتصادي الذي يميزها.
- تبحث المؤسسات الاقتصادية للوصول بتكلفة الإنتاج إلى أدنى حد ممكن.
- توافر ظروف المنافسة الكاملة ،والأسواق تم افتراضها، والموارد غير محدودة في مواقعها المفترضة، ولا توجد شركة تحصل على ميزة احتكارية من اختيار موقعها.
- لا تختلف تكاليف الأراضي والبناء والمعدات واستهلاك رأس المال على المستوى الإقليمي.
- يوجد نظام واحد للنقل فوق سطح متساوٍ.

وقد أصر فيبر على وجود ثلاثة عوامل إقليمية تؤثر على تكاليف الإنتاج، هي:
- تكلفة المواد الخام.
- تكلفة نقل المواد الخام والمنتجات.
- تكلفة العمل.

وقد عين فيبر عامل محلي آخر هو التجمع، واقتصاديات الانتشار، ويتمثلان في مدخرات المصنع الناتجة عن تشغيله في نفس مكان التجمع الصناعي، والاستفادة من الصناعات المعاونة والخدمات والمالية والاستخدامات العامة، وهذه الخدمات والعمليات يلزم تنفيذها تكلفة أعلى لو كانت في شركة وحيدة الموقع.
وقد انقسم تحليل فيبر في توطن الصناعة إلى قسمين كبيرين:
أولاً: تحديد نقطة الحد الأدنى للتكلفة.
ثانياً: مناقشة الظروف التي سيكون الإنتاج في ظلها مجذوبا بعيدا عن هذه النقطة بسبب الميزات التي يحصل عليها من العمالة الأرخص أو الوفورات الناجمة عن قيام المصنع وسط تجمع صناعي.

### مرحلة تحديد نقطة الحد الأدنى للتكلفة

#### قواعد التحليل
يقوم تحليل فيبر على قاعدتين: الأولى رسم خطوط تساوي تكلفة النقل، والثانية تتمثل في مؤشر المادة الخام.
- خطوط تساوي تكلفة النقل:

هو الخط الذي يصل بين النقاط والمواضع التي تتساوى عندها تكلفة النقل، وبالتالي يمكن رسم أنواع مختلفة من خطوط التكلفة المتساوية، مثل تكلفة نقل المواد الخام المتساوي من مصدر المادة الخام، وخط تساوي تكلفة نقل المنتجات الصناعية بالتباعد من السوق، وتتزايد قيمة خط تكلفة نقل المواد الخام بالتباعد من مصدر المادة الخام، وتقل قيمة تكلفة النقل بالقرب من مصدر المادة الخام، وينطبق هذا التحليل على رسم خطوط تكلفة نقل المنتجات الصناعية فتتزايد قيمة نقل المنتج الصناعي بالتباعد من السوق، وتقل القيمة كلما اقتربنا من السوق.
- مؤشر المادة الخام:

كيفية بناء خطوط تساوي أدنى تكلفة النقل في حالة سوق واحد وخام واحد

ابتكر فيبر هذا المؤشر ليفرق بين الأنواع المختلفة من الصناعات تبعا للوزن المفقود أثناء عملية الإنتاج، ويحسب مؤشر المادة الخام على النحو التالي:
```
(الوزن الكلي للخامات المستخدمة لكل وحدة إنتاجية)÷(وزن الوحدة الصناعية المنتجة) 
```

- فإذا كان الناتج (1) يطلق على هذه الخامات بأنها نقية أي أن كل كمية المواد الخام الداخلة إلى المصنع تخرج من الناحية الأخرى بنفس وزنها من المنتج الصناعي أي لا يوجد فاقد ناتج عن عملية الصناعة (ب‌) أما إذا كان الناتج يزيد عن (1) فيعني أن هناك وزنا مفقودا من المواد الخام (مخلفات الصناعة) أثناء عملية الإنتاج الصناعي.ويطلق على هذه المواد الخام التي يبقى جزء صغير من وزنها في شكل وحدة منتجة وبالتالي الباقي يضيع كمخلفات صناعية بالمواد الخام الكلية، أو مواد الوزن المفقود، وفي هذه الفئة الأخيرة من المواد الخام تكون تكلفة نقلها كبيرة وتزيد عن تكلفة المنتج الصناعي إلى السوق ،وإذا كان وزن المواد الخام مثل وزن المنتج الصناعي، يكون ناتج مؤشر المادة الخام (2)، وبالتالي ترتفع تكلفة نقل الخام إلى ضعفي تكلفة المنتج الصناعي إلى السوق.

## كيفية تحديد نقطة الحد الأدنى لتكلفة النقل

### الحالة الأولى
عندما يكون المطلوب هو تحديد نقطة الحد الأدنى للتكلفة بين مصدر المادة الخام الوحيد (أ) والسوق (ب)، والتي يفترض أن يقع المصنع بينهما مع افتراض ثبات تساوي تكلفة العمل في المنطقة.

#### الخطوات
- ترسم مجموعة خطوط تساوي تكلفة نقل المادة الخام (الخطوط المتصلة)، وترسم مجموعة أخرى من خطوط تساوي تكلفة نقل الوحدة المنتجة من السلعة الصناعية، (الخطوط المتقطعة) وترسم مجموعة ثالثة هي خطوط تساوي تكلفة النقل الإجمالية والتي يتم رسمها بين نقاط تقاطع خطوط تكلفة نقل المواد الخام وخطوط تكلفة نقل المنتج الصناعي(الخطوط المشرطة).
- يتحدد مبدئياً الموقع العام للمصنع المراد توطنه في نقطة الحد الأدنى للتكلفة فيما بين أدنى خطي تساوي التكلفة الإجمالية.
- يبدأ البحث عن نقطة التكلفة الدنيا (المصنع) في هذه المنطقة بتتبع خطوط تساوي أدنى تكلفة المادة الخام والمنتج الصناعي، وإن موقع نقطة التكلفة النقل الدنيا توجد علي النقطة التي يتجمع عندها إجمالي المواد الخام المنقولة (طن/كلم)، ويبدأ منها توزيع المنتجات بأدنى تكلفة نقل، (المنطقة المضللة في الشكل السابق).
- معرفة نتائج مؤشر المادة الخام يمكن التوقع بموقع نقطة الحد الأدنى لتكلفة النقل الإجمالية، فإذا كان المؤشر واحد (1) يعني أن تكلفة نقل المادة الخام إلى المصنع تساوي تكلفة نقل المنتج الصناعي إلى السوق (بافتراض وجود نظام نقلي متساو، وأن المسافة ووزن المادة الخام هما المتغيرات الثابتة المؤثرة في تكلفة نقل المادة الخام والمنتج)، وبالتالي سيتجه المصنع نحو التوطن في موقع الوسط بين مصدر المادة الخام والسوق مع وجود ميل لأصحاب المصانع في هذه الحالة نحو الاقتراب قليلا نحو السوق للاستفادة من معرفة أخبار المتنافسين ومعرفة أذواق المستهلك.

## توطن المشروع الصناعي فيما بين مصدر الخام الوحيد والسوق في ظل اختلاف مؤشر المادة الخام

أولاً: في حالة مؤشر المادة الخام =(1) أي يحتاج الطن المنتج إلى طن خام
ثانياً: في حالة مؤشر المادة الخام =(2) أي يحتاج الطن المنتج إلي طنين من المادة الخام
ثالثاً: في حالة مؤشر المادة الخام =(3) أي يحتاج الطن المنتج إلى ثلاثة أطنان من الخام

كلما زاد مؤشر المادة الخام عن (1) تزيد تكلفة نقل المواد الخام عن تكلفة المنتج الصناعي وبالتالي سيتجه المصنع نحو مواقع أقرب من مصدر المادة الخام، لتحاشي ارتفاع تكلفة نقل المادة الخام ويتوقف مدى القرب من مصدر المادة الخام على مدى ارتفاع مؤشر المادة الخام عن (1). فإذا كان مؤشر المادة الخام (3) مثلاً ستكون تكلفة نقل الخام 3 أضعاف تكلفة نقل المنتج الصناعي إلى السوق وبالتالي سيتخذ المصنع موقعا أكثر قرباً من مصدر المادة الخام مما لو كان مؤشر المادة الخام (2) مثلاً.